# Campeonato Cearense 2022
El Campeonato Cearense 2022 fue la 108.ª edición de dicho torneo, organizado por la Federación Cearense de Fútbol. El torneo comenzó el 8 de enero de 2022 y finalizó el 24 de abril del mismo año.

## Sistema de competición[1]
El Campeonato se jugó en cuatro fases: Primera Fase, Segunda Fase, Semifinal y Final.
En la primera fase, los ocho clubes se enfrentaron en partidos de ida y vuelta (con excepción de Fortaleza y Ceará que entraton directamente en la segunda fase). Al final de la Primera Fase, los dos mejores ubicados avanzaron a las semifinales, el 3.º y 4.º colocados clasificaron a la Segunda fase (cuartos de final), mientras que el 7.º y 8.º colocados descendieron a la Série B 2023.
Ceará y Fortaleza se sumaron al 3.º y 4.º colocados de la primera fase en los cuartos de final, donde las llaves se definieron por sorteo y los partidos se jugaron en sistema de ida y vuelta.
En las semifinales, los dos mejores ubicados de la primera fase enfrentaron a los ganadores de los duelos de los cuartos de final, también en partidos de ida y vuelta.
En la final, los ganadores de las semifinales se enfrentaron en partidos de ida y vuelta.

## Participantes

### Ascensos y descensos
| Pos. | Descendidos en la temporada 2021 |
| ---- | -------------------------------- |
| 9.º  | Guarany de Sobral                |
| 10.º | Barbalha                         |

| Pos. | Ascendidos de la Serie B 2021 |
| ---- | ----------------------------- |
| 1.º  | Maracanã                      |
| 2.º  | Iguatu                        |

| Equipos participantes | Equipos participantes | Equipos participantes | Equipos participantes | Equipos participantes |
| --------------------- | --------------------- | --------------------- | --------------------- | --------------------- |
| Atlético Cearense     | Crato                 | Maracanã              | Icasa                 | Caucaia               |
| Ferroviário           | Fortaleza             | Iguatu                | Pacajús               | Ceará                 |

## Primera fase

### Clasificación
| Pos. | Equipo            | Pts. | PJ | G | E | P  | GF | GC | Dif. | Clasificación 2022                                   |
| ---- | ----------------- | ---- | -- | - | - | -- | -- | -- | ---- | ---------------------------------------------------- |
| 1    | Caucaia           | 30   | 14 | 8 | 6 | 0  | 20 | 8  | +12  | Clasificado a las semifinales y Copa de Brasil 2023. |
| 2    | Ferroviário       | 26   | 14 | 6 | 8 | 0  | 24 | 9  | +15  | Clasificado a las semifinales.                       |
| 3    | Pacajús           | 20   | 14 | 5 | 5 | 4  | 17 | 14 | +3   | Clasificado a los Cuartos de final.                  |
| 4    | Iguatu            | 19   | 14 | 5 | 4 | 5  | 23 | 13 | +10  | Clasificado a los Cuartos de final.                  |
| 5    | Maracanã          | 17   | 14 | 3 | 8 | 3  | 16 | 15 | +1   |                                                      |
| 6    | Atlético Cearense | 13   | 14 | 3 | 4 | 7  | 19 | 24 | −5   |                                                      |
| 7    | Icasa             | 12   | 14 | 3 | 7 | 4  | 9  | 11 | −2   | Descenso a la Série B 2023.                          |
| 8    | Crato             | 5    | 14 | 1 | 2 | 11 | 5  | 39 | −34  | Descenso a la Série B 2023.                          |

Actualizado a los partidos jugados el 19 de febrero de 2021.
 Fuente: FCF
Notas:
1. ↑  se le descontaron 4 puntos por alienación irregular de jugador

### Fixture
- La hora de cada encuentro corresponde al huso horario correspondiente al Estado de Ceará (UTC-3).

#### Primera vuelta
| Caucaia  | 2 - 1 | Pacajús           | Domingão | 8 de enero | 15:00 |
| Iguatu   | 1 - 1 | Ferroviário       | Morenão  | 8 de enero | 16:00 |
| Maracanã | 2 - 1 | Atlético Cearense | Domingão | 9 de enero | 15:00 |
| Icasa    | 0 - 1 | Crato             | Inaldão  | 9 de enero | 16:00 |

| Ferroviário       | 1 - 1 | Caucaia  | Domingão     | 11 de enero | 15:00 |
| Pacajús           | 1 - 0 | Iguatu   | João Ronaldo | 11 de enero | 16:00 |
| Atlético Cearense | 0 - 0 | Icasa    | Domingão     | 12 de enero | 15:00 |
| Crato             | 0 - 0 | Maracanã | Inaldão      | 12 de enero | 16:00 |

| Atlético Cearense | 1 - 3 | Ferroviário | Domingão     | 15 de enero | 15:00 |
| Crato             | 0 - 1 | Pacajús     | Mirandão     | 15 de enero | 15:00 |
| Caucaia           | 2 - 0 | Icasa       | João Ronaldo | 15 de enero | 16:00 |
| Iguatu            | 1 - 2 | Maracanã    | Morenão      | 15 de enero | 16:00 |

| Maracanã | 1 - 1 | Ferroviário       | Domingão     | 18 de enero | 15:00 |
| Caucaia  | 3 - 1 | Crato             | João Ronaldo | 18 de enero | 16:00 |
| Icasa    | 0 - 0 | Pacajús           | Inaldão      | 18 de enero | 16:00 |
| Iguatu   | 4 - 0 | Atlético Cearense | Morenão      | 18 de enero | 19:00 |

| Atlético Cearense | 0 - 1 | Caucaia  | Domingão     | 21 de enero | 15:00 |
| Crato             | 1 - 3 | Iguatu   | Mirandão     | 21 de enero | 15:00 |
| Ferroviário       | 2 - 0 | Icasa    | Elzir Cabral | 21 de enero | 15:00 |
| Pacajús           | 1 - 1 | Maracanã | João Ronaldo | 21 de enero | 16:00 |

| Maracanã | 2 - 3 | Icasa             | Domingão     | 24 de enero | 15:00 |
| Crato    | 0 - 2 | Atlético Cearense | Mirandão     | 24 de enero | 15:30 |
| Pacajús  | 1 - 4 | Ferroviário       | João Ronaldo | 24 de enero | 19:00 |
| Iguatu   | 1 - 2 | Caucaia           | Morenão      | 24 de enero | 19:00 |

| Atlético Cearense | 1 - 1 | Pacajús  | Domingão     | 27 de enero | 15:00 |
| Ferroviário       | 4 - 0 | Crato    | Elzir Cabral | 27 de enero | 15:30 |
| Caucaia           | 1 - 0 | Maracanã | João Ronaldo | 27 de enero | 16:00 |
| Icasa             | 2 - 0 | Iguatu   | Inaldão      | 27 de enero | 16:00 |

#### Segunda vuelta
| Atlético Cearense | 0 - 2 | Maracanã | Domingão     | 30 de enero | 15:00 |
| Ferroviário       | 1 - 0 | Iguatu   | Elzir Cabral | 30 de enero | 15:30 |
| Crato             | 0 - 1 | Icasa    | Mirandão     | 30 de enero | 15:30 |
| Pacajús           | 1 - 1 | Caucaia  | João Ronaldo | 30 de enero | 16:00 |

| Maracanã | 0 - 0 | Crato             | Domingão     | 2 de febrero | 15:00 |
| Iguatu   | 1 - 0 | Pacajús           | Morenão      | 2 de febrero | 15:30 |
| Icasa    | 0 - 0 | Atlético Cearense | Inaldão      | 2 de febrero | 16:00 |
| Caucaia  | 0 - 0 | Ferroviário       | João Ronaldo | 2 de febrero | 16:00 |

| Maracanã    | 2 - 2 | Iguatu            | Domingão     | 5 de febrero | 15:00 |
| Ferroviário | 1 - 1 | Atlético Cearense | Elzir Cabral | 5 de febrero | 15:30 |
| Pacajús     | 5 - 0 | Crato             | João Ronaldo | 5 de febrero | 16:00 |
| Icasa       | 0 - 0 | Caucaia           | Inaldão      | 5 de febrero | 16:00 |

| Atlético Cearense | 0 - 2 | Iguatu   | Domingão     | 8 de febrero | 15:00 |
| Crato             | 0 - 1 | Caucaia  | Mirandão     | 8 de febrero | 15:30 |
| Ferroviário       | 1 - 1 | Maracanã | Elzir Cabral | 8 de febrero | 15:30 |
| Pacajús           | 1 - 0 | Icasa    | João Ronaldo | 8 de febrero | 19:00 |

| Maracanã | 1 - 2 | Pacajús           | Domingão     | 12 de febrero | 15:00 |
| Caucaia  | 5 -2  | Atlético Cearense | João Ronaldo | 12 de febrero | 16:00 |
| Iguatu   | 7 - 0 | Crato             | Morenão      | 12 de febrero | 16:00 |
| Icasa    | 1 - 1 | Ferroviário       | Inaldão      | 12 de febrero | 16:00 |

| Icasa             | 1 - 1 | Maracanã | Inaldão      | 16 de febrero | 15:00 |
| Atlético Cearense | 9 - 2 | Crato    | Domingão     | 16 de febrero | 15:00 |
| Ferroviário       | 1 - 1 | Pacajús  | Elzir Cabral | 16 de febrero | 15:00 |
| Caucaia           | 0 - 0 | Iguatu   | João Ronaldo | 16 de febrero | 15:00 |

| Crato    | 0 - 3 | Ferroviário       | Victoria Adjudicada | Victoria Adjudicada | Victoria Adjudicada |
| Pacajús  | 1 - 2 | Atlético Cearense | João Ronaldo        | 19 de febrero       | 15:00               |
| Maracanã | 1 - 1 | Caucaia           | Domingão            | 19 de febrero       | 15:00               |
| Iguatu   | 1 - 1 | Icasa             | Morenão             | 19 de febrero       | 15:00               |

## Fase final

### Cuartos de final
| Ceará     | 2 - 1 | Iguatu  | Castelão | 22 de febrero | 20:00 |
| Fortaleza | 1 - 0 | Pacajús | Castelão | 24 de febrero | 21:30 |

| Iguatu  | 1 - 0 (4-3 pen.) | Ceará     | Morenão  | 26 de febrero | 17:45 |
| Pacajús | 0 - 5            | Fortaleza | Castelão | 2 de marzo    | 19:30 |

### Semifinales
| Caucaia     | 2 - 0 | Iguatu    | João Ronaldo | 6 de marzo | 16:00 |
| Ferroviário | 0 - 1 | Fortaleza | Castelão     | 8 de marzo | 21:30 |

| Iguatu    | 1 - 1 | Caucaia     | Morenão  | 12 de marzo | 16:00 |
| Fortaleza | 2 - 1 | Ferroviário | Castelão | 12 de marzo | 17:45 |

### Final
| Caucaia | 0 - 0 | Fortaleza | Castelão | 22 de abril | 21:35 |

| Fortaleza | 4 - 0 | Caucaia | Castelão | 24 de abril | 18:30 |

| Bandera del estado de Ceará |
| Campeón                     |
| Fortaleza 45.to título      |

## Clasificación general
La clasificación general da prioridad al equipo que avanzó más fases y al campeón, incluso si tiene la puntuación más baja. Según el art. 20 del Reglamento, los partidos de la Primera Fase no se consideran para definir la clasificación general, salvo en el caso de los equipos descendidos.

### Campeonato Cearense
| Pos. | Equipo            | Pts. | PJ | G | E | P  | GF | GC | Dif. | Clasificación 2022                                                                               |
| ---- | ----------------- | ---- | -- | - | - | -- | -- | -- | ---- | ------------------------------------------------------------------------------------------------ |
| 1    | Fortaleza         | 16   | 6  | 5 | 1 | 0  | 13 | 1  | +12  | Campeón y clasificado a la Copa do Nordeste 2023.                                                |
| 2    | Caucaia           | 35   | 18 | 9 | 8 | 1  | 23 | 13 | +10  | Subcampeón, clasificado a la Pré-Copa do Nordeste 2023, Copa de Brasil 2023 y Serie D 2023.      |
| 3    | Ferroviário       | 26   | 16 | 6 | 8 | 2  | 25 | 12 | +13  | Eliminado en las semifinales y clasificado a la Copa de Brasil 2023 y Pre-Copa do Nordeste 2023. |
| 4    | Iguatu            | 23   | 18 | 6 | 5 | 7  | 26 | 18 | +8   | Eliminado en las semifinales y clasificado a la Serie D 2023 y Copa de Brasil 2023.              |
| 5    | Pacajus           | 20   | 16 | 5 | 5 | 6  | 17 | 20 | −3   | Eliminado en los cuartos de final y clasificado a la Serie D 2023.                               |
| 6    | Ceará             | 3    | 2  | 1 | 0 | 1  | 2  | 2  | 0    | Eliminado en los cuartos de final.                                                               |
| 7    | Maracanã          | 17   | 14 | 3 | 8 | 3  | 16 | 15 | +1   | Eliminado en la primera fase.                                                                    |
| 8    | Atlético Cearense | 13   | 14 | 3 | 4 | 7  | 19 | 24 | −5   | Eliminado en la primera fase.                                                                    |
| 9    | Icasa             | 12   | 14 | 3 | 7 | 4  | 9  | 11 | −2   | Descendidos al Campeonato Cearense Serie B 2023.                                                 |
| 10   | Crato             | 5    | 14 | 1 | 2 | 11 | 5  | 39 | −34  | Descendidos al Campeonato Cearense Serie B 2023.                                                 |

Actualizado a los partidos jugados el 12 de marzo de 2022.
 Fuente: [ FCF]
Notas:
1. ↑  se le descontaron 4 puntos por alienación irregular de jugador.[3]

### Taça Padre Cícero
| Pos. | Equipo   | Pts. | PJ | G | E | P  | GF | GC | Dif. | Clasificación 2023 |
| ---- | -------- | ---- | -- | - | - | -- | -- | -- | ---- | ------------------ |
| 1    | Caucaia  | 35   | 18 | 9 | 8 | 1  | 23 | 13 | +10  | Campeón.           |
| 2    | Iguatu   | 23   | 18 | 6 | 5 | 7  | 26 | 18 | +8   |                    |
| 3    | Pacajus  | 20   | 16 | 5 | 5 | 6  | 17 | 20 | −3   |                    |
| 4    | Maracanã | 17   | 14 | 3 | 8 | 3  | 16 | 15 | +1   |                    |
| 5    | Icasa    | 12   | 14 | 3 | 7 | 4  | 9  | 11 | −2   |                    |
| 6    | Crato    | 5    | 14 | 1 | 2 | 11 | 5  | 39 | −34  |                    |

Actualizado a los partidos jugados el 15 de enero de 2023.
 Fuente: [ FCF]
Notas:
1. ↑  se le descontaron 4 puntos por alienación irregular de jugador

| Bandera del estado de Ceará |
| Campeón                     |
| Caucaia 1.er título         |

## Goleadores
Actualizado el 24 de abril de 2022.
| Pos. | Jugador         | Equipo            | Goles |
| ---- | --------------- | ----------------- | ----- |
| 1    | Edson Cariús    | Ferroviário       | 9     |
| 2    | Romário         | Iguatu            | 7     |
|      | Ari             | Atlético Cearense | 7     |
| 4    | Edson           | Pacajús           | 6     |
|      | Otacílio Marcos | Iguatu            | 6     |
| 6    | Vanderlan       | Caucaia           | 5     |
|      | Vitinho         | Caucaia           | 5     |